# Arnt Eliassen
Pour les articles homonymes, voir Eliassen.
Arnt Eliassen (1915-2000) est un météorologue norvégien qui a été un pionnier dans l'utilisation de l'analyse numérique et la prévision numérique du temps. Ses domaines de recherche comprenaient les circulations libres et thermiques, la frontogénèse et la propagation des ondes de cisaillement et gravitationnelles-acoustiques dans les milieux stratifiés.

## Biographie
Arnt Eliassen est né le 9 septembre 1915, Kristiania (aujourd'hui Oslo) en Norvège. Il est le fils l'architecte Georg Christen Eliassen et de Helfrid Beda Andrea Strömberg. Après avoir passé avec succès l'examen artium au lycée Frogner en 1933, il entame le cours de Candidatus realium et rencontre Wilhelm Bjerknes, Einar Høiland ainsi que le superviseur Halvor Solberg. Il est diplômé en 1941 et travaille au service météorologique norvégien de 1942 à 1953. C'est là qu'il commence à s'intéresser au problème de la prévision numérique du temps postulé en 1922 par Lewis Fry Richardson bien avant l'avènement des ordinateurs. Il a développé des modèles mathématiques théoriques des systèmes baroclines qui ont conduit à une invitation en 1947 à l'Institute for Advanced Study de l'université Princeton au New Jersey. Comme chercheur invité de 1947 à 1949 avec Jule Charney et John von Neumann, il a pu proposer les modèles suffisamment simples pour être programmé sur la machine ENIAC, le premier ordinateur électronique, et obtenir une prévision de 24 heures en moins de 24 heures,,.
Son article sur les très longues ondes atmosphériques est devenu internationalement célèbre parmi les météorologues et il a reçu son doctorat en sciences sur un sujet similaire en 1950. Eliassen et Ragnar Fjørtoft, qui l'a remplacé en 1949, sont devenus les chefs de file de ce qui fut le deuxième apogée de la météorologie norvégienne, le premier étant l'école de météorologie de Bergen dans les années 1930. À partir de 1953, il a été professeur adjoint à l'Université d'Oslo et professeur au même endroit de 1958 à 1985.
À partir de 1961, il travaille avec Enok Palm sur les flux Eliassen-Palm des ondes de montagne,,. Eliassen est également responsable de la création de l'Institut géophysique de l'université d'Oslo et a occupé une chaire de géophysique au même endroit. Dans les années 1970, il a surtout travaillé sur la formulations isentropiques de modèles de prévision du temps, un système de coordonnées utilisé dans de nombreuses études pour l'analyse de la circulation atmosphérique.
Il est décédé le 22 avril 2000 à Bærum, Akershus.

### Renommée
Eliassen a reçu la médaille Carl-Gustaf Rossby en 1964 pour ses nombreuses contributions importantes à la météorologie dynamique. Il a reçu le prix Balzan en 1996 « Pour ses contributions fondamentales à la météorologie dynamique qui ont influencé et stimulé les progrès de cette science au cours des cinquante dernières années »,. Deux ans plus tard, il a reçu la Médaille Vilhelm Bjerknes pour « ses contributions fondamentales exceptionnelles à la météorologie dynamique ».
Eliassen a été membre de l'Académie norvégienne des sciences et des lettres, à partir de 1953, de l'Académie Léopoldine et de l'Académie nationale des sciences des États-Unis. Il a été membres honoraires de plusieurs sociétés savante dont à la Royal Meteorological Society, l'American Meteorological Society et l'Union européenne des géosciences. Il a été nommé chevalier de 1re classe de l'Ordre de Saint-Olav en 1984 et a reçu de nombreuses autres distinctions.

## Distinctions
- Chevalier de 1re classe de l'ordre de Saint-Olaf